# San Pedro de Macha
San Pedro de Macha es una localidad y municipio de Bolivia, ubicado en la provincia de Chayanta del departamento de Potosí. La cabecera municipal se encuentra a 149 km al norte de la ciudad de Potosí, la capital departamental, conectado mediante la carretera Ruta 1 y luego la Ruta 6. Cuenta con una población de aproximadamente 20.000 habitantes, los cuales se dedican en su mayor parte a la producción agrícola de papa, cebada, trigo y como principal crianza de ganado, ovino y camélidos.

## Historia
El trámite de creación de este municipio se inició en 1946, siendo observado y postergado en varias ocasiones. Ya el año 2010 el proyecto de creación como tal llegó a instancias legislativas. Actualmente es el municipio más joven del país, siendo creado mediante Ley Nro 1190 el 23 de junio de 2019 durante el gobierno de Evo Morales, separándose de su municipio madre de Colquechaca en la misma provincia de Chayanta, convirtiéndose en el municipio 41 del departamento y el número 342 del país.

## Geografía
El municipio está ubicado en la parte sudeste de la provincia de Chayanta y limita al norte con los municipios de Pocoata y Colquechaca, al sur con el municipio de Tinguipaya de la provincia de Frías, al oeste con el departamento de Oruro y al este, con el municipio de Ocurí.

## Demografía
De acuerdo con el censo boliviano de 2024, la población del municipio de San Pedro de Macha es de 20 933 habitantes.
La población del municipio aumentó sólo ligeramente entre 2001 y 2024:
| Año  | Habitantes (municipio) | Fuente |
| ---- | ---------------------- | ------ |
| 2001 | 20.029                 | Censo  |
| 2012 | 20.393                 | Censo  |
| 2024 | 20.933                 | Censo  |

## Transporte
San Pedro de Macha se ubica a 149 kilómetros por carretera al norte de Potosí, la capital del departamento.
Desde Potosí, la carretera nacional Ruta 1 conduce hacia el norte a través de Tarapaya, Yocalla y Cruce Culta hasta las ciudades de Oruro y El Alto y finalmente hasta Desaguadero en el lago Titicaca.
En Cruce Culta un camino rural sin asfaltar se bifurca de la carretera principal en dirección norte y después de 38 km llega a la Ruta 6, dos kilómetros al norte de San Pedro de Macha. Desde aquí, la Ruta 6 continúa en dirección sureste vía Ocurí hasta Sucre y en dirección noroeste vía Pocoata y Uncía hasta Oruro.